# Gymnosporia royleana
Gymnosporia royleana är en benvedsväxtart som beskrevs av Nathaniel Wallich och Marmaduke Alexander Lawson. Gymnosporia royleana ingår i släktet Gymnosporia och familjen Celastraceae. Inga underarter finns listade.